# Gasthuis (plaats)
Gasthuis (Limburgs: 't Gastes) is een buurtschap nabij het dorp Bemelen in de gemeente Eijsden-Margraten in de Nederlandse provincie Limburg.

## Ligging
De buurtschap ligt op het Plateau van Margraten, op het punt waar de oude weg van Maastricht naar Aken, plaatselijk "Gasthuis" geheten, de weg van Keer naar Terblijt kruist. Iets verder naar het oosten ligt rondom de Van Tienhovenmolen het Wolfshuis, dat vaak ook als Gasthuis wordt aangeduid. Ten zuiden van Gasthuis ligt de buurtschap 't Rooth, dat door de mergelwinning ter plaatse grotendeels is opgeslokt.

## Geschiedenis
De naam van de buurtschap is waarschijnlijk afgeleid van het gasthuis van het kapittel van Sint-Servaas dat op deze plek heeft gestaan. Gasthuis bestaat uit een dertigtal huizen en boerderijen langs de oude hoofdweg, de wellicht uit de Romeinse tijd daterende Oude Akerweg. Tot 1982 maakte de buurtschap deel uit van de voormalige gemeente Bemelen en tot 2011 van de fusiegemeente Margraten.

## Rijksbeschermd gezicht en rijksmonumenten
Gasthuis is een beschermd dorpsgezicht, het rijksbeschermd gezicht Gasthuis. Ook zijn er een 17-tal rijksmonumenten. Op de kruising staan een oude zwingelput (waterput) en een vierkantshoeve met een klokkentorentje. Verder kent de buurtschap een aantal wegkruizen, waarvan een met het opschrift “groet mich” (zie afbeelding).

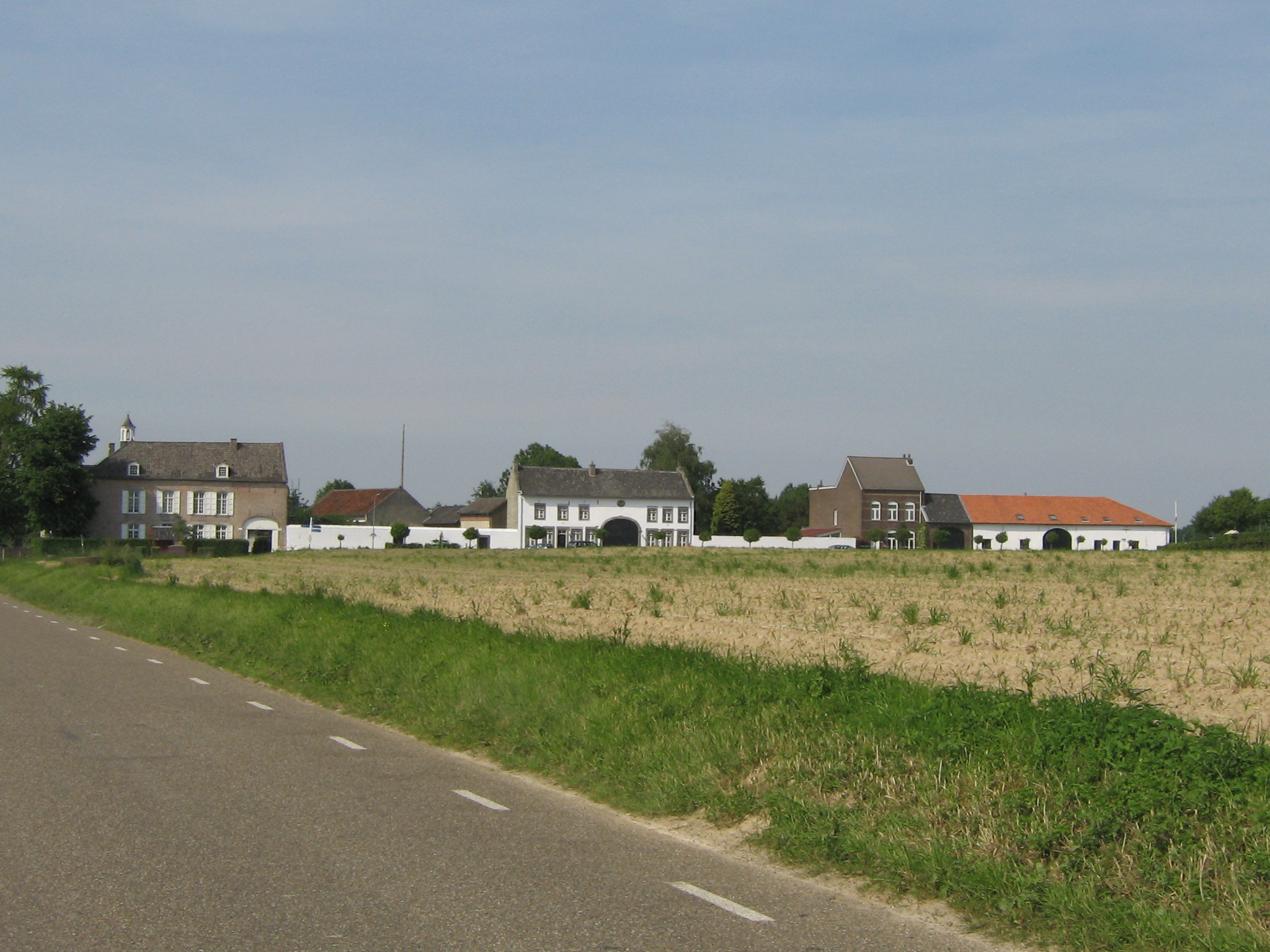
Beschermd dorpsgezicht
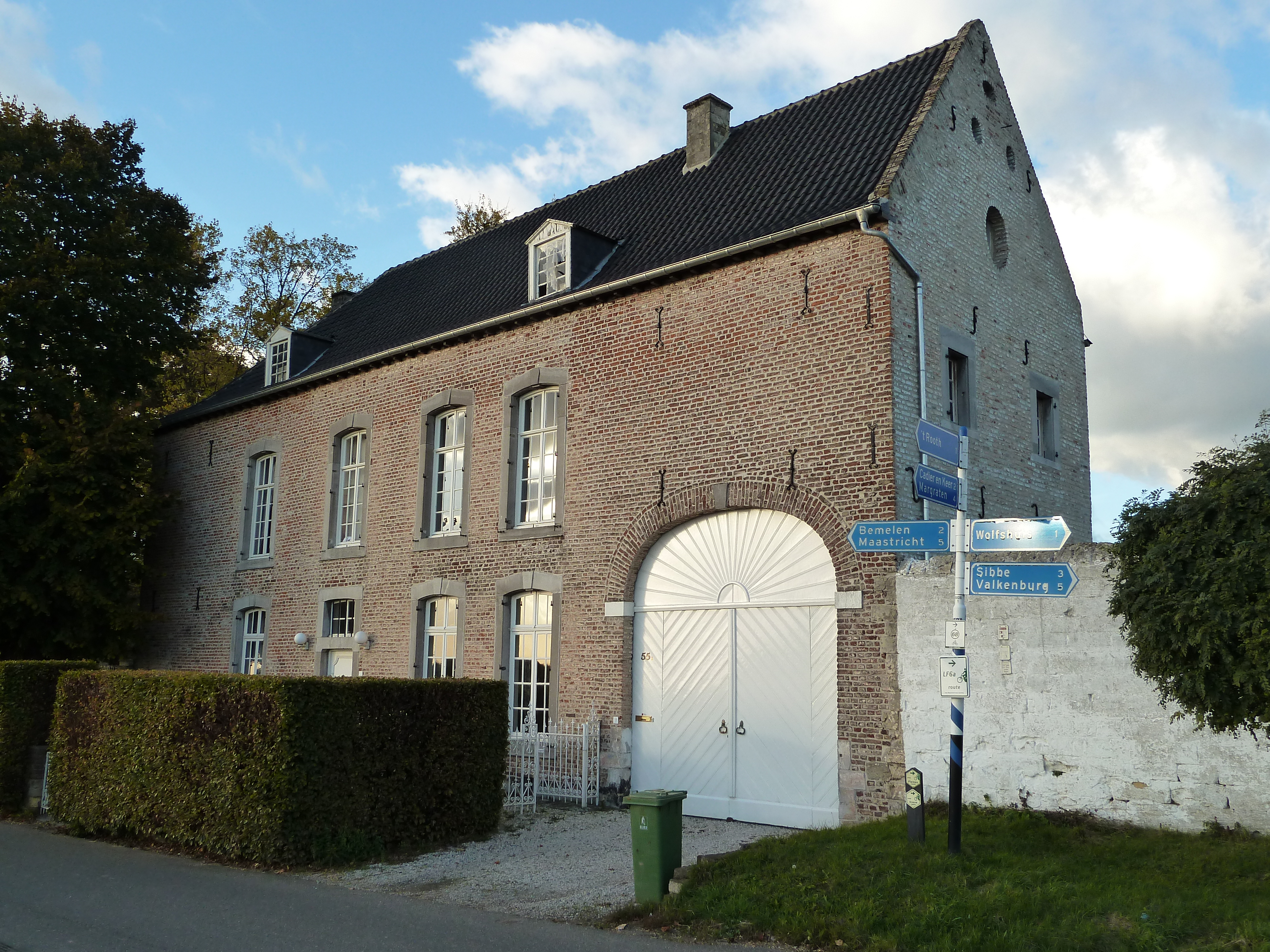
Kasteelboerderij
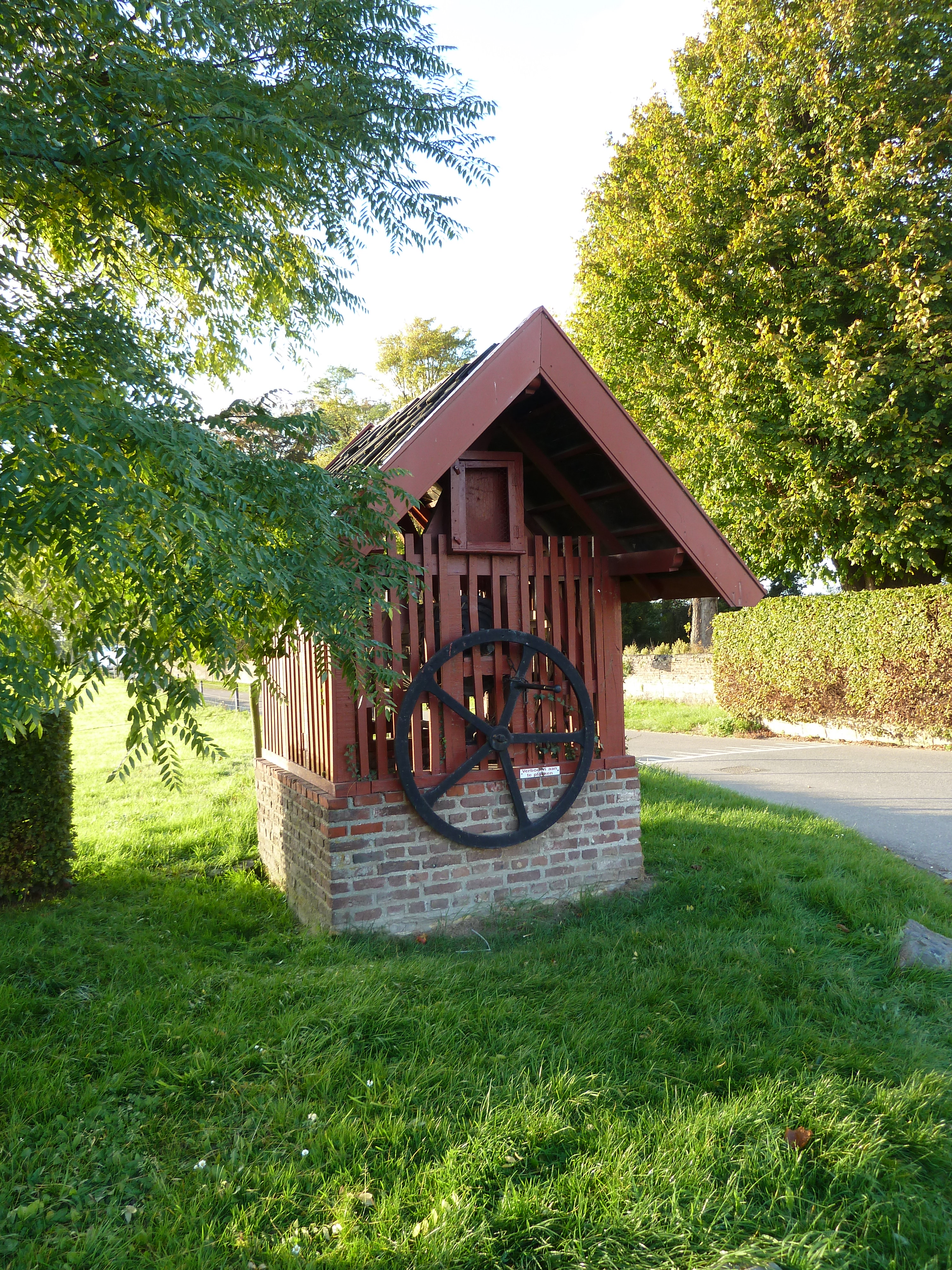
Zwingelput
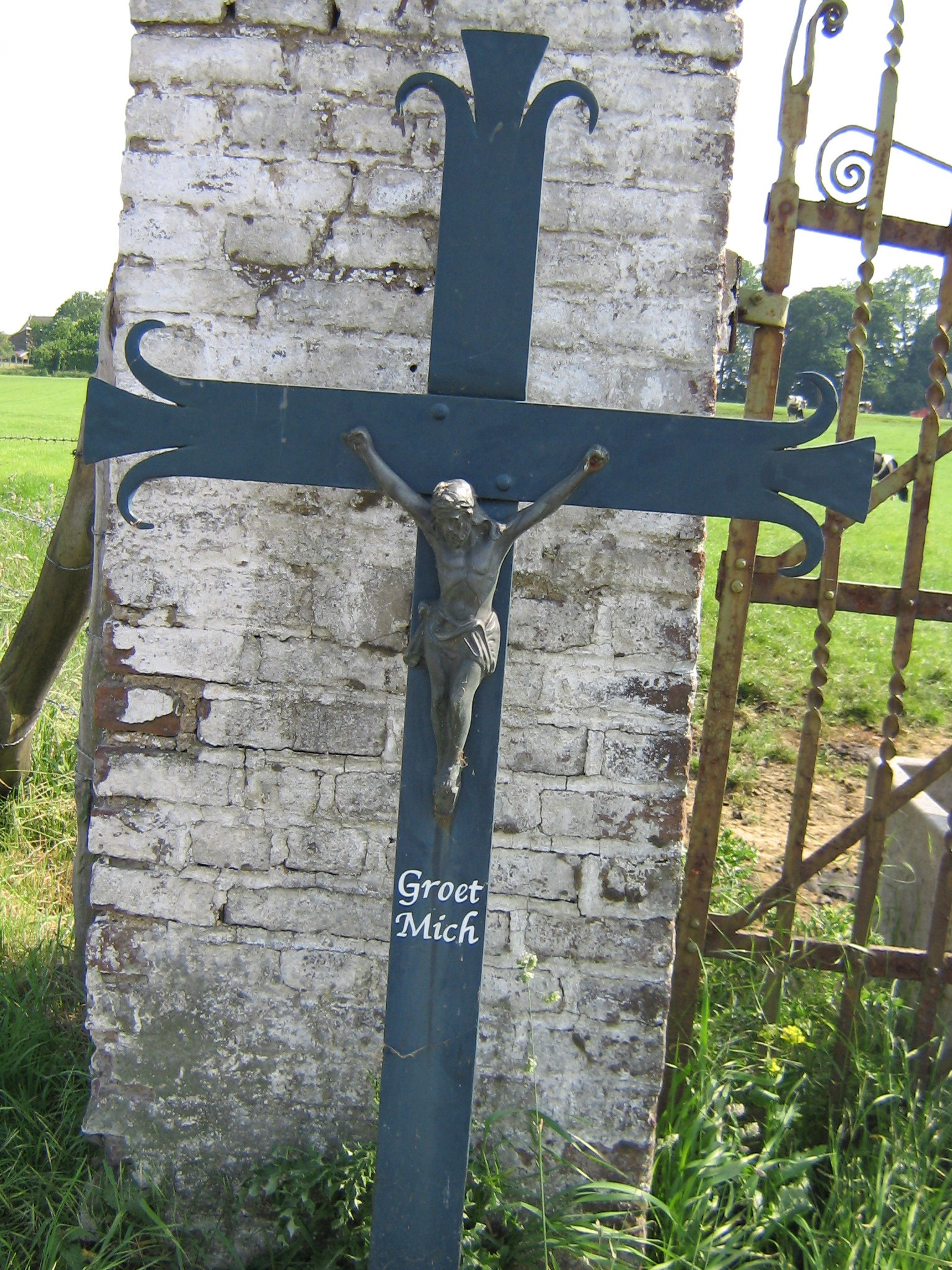
Wegkruis
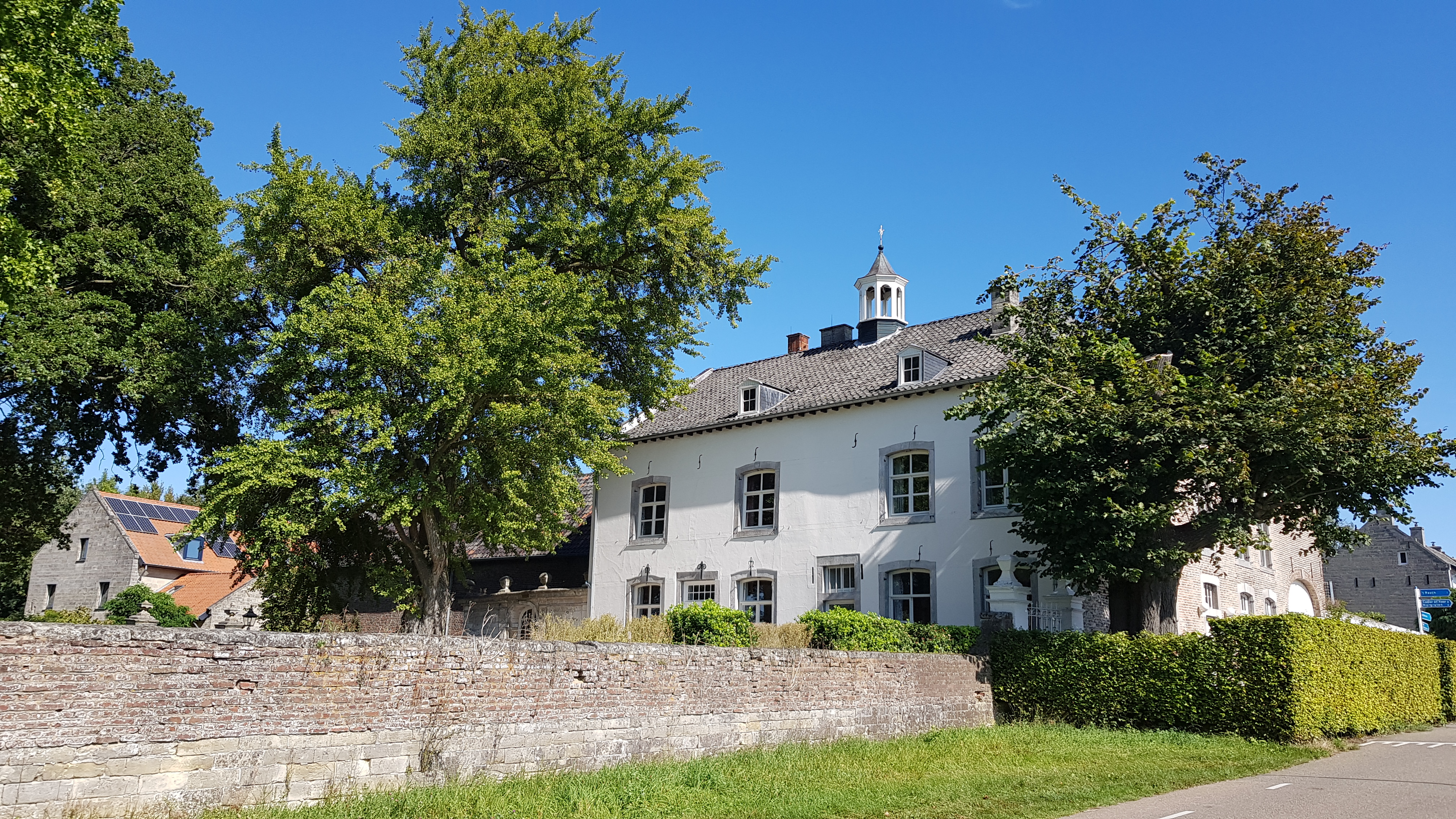
Herenhuis

Dorpen: Banholt · Bemelen · Cadier en Keer · Eckelrade · Eijsden · Gronsveld · Margraten · Mariadorp · Mesch · Mheer · Noorbeek · Oost-Maarland · Rijckholt · Scheulder · Sint Geertruid

Gehuchten & Buurtschappen: Berg · Bergenhuizen · Breust · Bruisterbosch · Gasthuis · Groot Welsden · Herkenrade · Honthem · Hoogcruts · Hoog-Caestert · Klein Welsden · Laag-Caestert · Libeek · Moerslag · 't Rooth · Schey · Schilberg · Sint Antoniusbank · Terhorst · Terlinden · Termaar · Ulvend · Vroelen · Wesch · Withuis · Wolfshuis

Limburg: Steden en dorpen      Nederland: Provincies · Gemeenten